# Кристофич-Биндер, Клаудия
Клаудия Кристофич-Биндер (нем. Claudia Kristofics-Binder; род. 5 октября 1961 года в Вене, Австрия) — австрийская фигуристка. Чемпионка Европы 1982 года и шестикратная чемпионка Австрии.

## Карьера
Появилась на международных соревнованиях в 1976. В 1977-82 — чемпионка Австрии. Наиболее успешными были 1981-82 годы, когда она неизменно входила в число призёров и на чемпионате Европы и на чемпионате мира, всегда побеждая за счет первого места в обязательных фигурах.
К концу любительской карьеры стала лучшей в мире исполнительницей обязательных фигур. Будучи относительно высокой, обладала необычной техникой исполнения прыжков, в недостаточной группировке, с огромными махами свободной ноги (что крайне затрудняло исполнение), со значительным недокрутом (отталкивалась, уже начиная вращение, приземлялась, заканчивая оборот уже на льду). Владела двумя тройными прыжками (сальховом и тулупом), причём тройной тулуп практически всегда срывала, уступая и в короткой и в произвольной программах. На чемпионате Европы 1982 выиграла, в том числе исполнив в произвольной программе три тройных прыжка — все сальховы.
В 1981 и 1982 лучшая спортсменка года в Австрии.
После завершения любительской карьеры, перешла в профессионалы и стала в 1984 вице-чемпионкой мира среди профессионалов. Одновременно была тренером и хореографом. Снималась в телевизионном сериале «Seitenblicke».
Изучала «спортивные науки» и стала лектором в Венском университете и Институте спортивных наук. Имеет академическую степень магистра. Кроме того, работала спортивным редактором на ТВ Австрии (ОРФ) и менеджером.
Имеет дочь Дельфине Кристофич-Биндер, которая стала также фигуристкой и выиграла соревнования среди юниоров Кубок Моцарта в 2007.

## Спортивные достижения
| Соревнования/Сезон                     | 1975-76 | 1976-77 | 1977-78 | 1978-79 | 1979-80 | 1980-81 | 1981-82 |
| -------------------------------------- | ------- | ------- | ------- | ------- | ------- | ------- | ------- |
| Зимние Олимпийские игры                | 16      |         |         |         | 8       |         |         |
| Чемпионаты мира                        | 16      | 11      | 13      | 7       | 5       | 3       | 3       |
| Чемпионаты Европы                      | 13      | 8       |         |         | WD      | 3       | 1       |
| Чемпионат Австрии по фигурному катанию | 3       | 1       | 1       | 1       | 1       | 1       | 1       |